# Baza lotnicza „Kant”
Baza Lotnicza „Kant” (ros. объединённая российская военная авиабаза Кант) – rosyjska baza lotnicza na terenie Kirgistanu w Kancie (obwód czujski).
Bazę otwarto 23 października 2003; wchodzi w skład 14 Armii Sił Powietrznych i Obrony Przeciwlotniczej, będącej elementem lotniczym Zbiorowych Sił Szybkiego Reagowania, wykonującym zadania zapewniające bezpieczeństwo terytorium i przestrzeni powietrznej państw członkowskich Organizacji Układu o Bezpieczeństwie Zbiorowym, w tym Republiki Kirgistanu. Baza jest uzbrojona w samoloty szturmowe Su-25 i śmigłowce Mi-8MTV.
Rosjanie stacjonujący w Kancie angażują się w społeczne i lokalne wydarzenia, między innymi: prowadzą warsztaty w kwestii udzielania pierwszej pomocy, obowiązujących przepisów ruchu drogowego czy bezpieczeństwa w sytuacjach kryzysowych np. pożaru. W 2020 roku okresie pandemii COVID-19 Rosjanie dostarczali niezbędne artykuły oraz żywność do miejscowego szpitala, a dodatkowo finansowali zakup książek i podręczników dla szkół. Miało to na celu ocieplenie wizerunku w oczach mieszkańców Kirgistanu.